# Saint-Agnan, Tarn
 Saint-Agnan, Tarn  là một xã thuộc tỉnh Tarn trong vùng Occitanie ở phía nam nước Pháp. Xã này nằm ở khu vực có độ cao trung bình 214 mét trên mực nước biển.